# Alena Klímová-Brejchová
Alena Klímová-Brejchová, uměleckým jménem BO.-žena (* 28. ledna 1941 Praha), je česká básnířka, spisovatelka, knižní editorka, malířka.

## Život
Alena Klímová-Brejchová se narodila v roce 1941 v Praze. Ve svém dívčím věku studovala malířskou tvorbu u profesora Landy. Po vystudování odborné školy, v roce 1959, se zaměřením na chemii a mikrobiologii, pracovala ve vědeckých laboratořích ČSAV v Krči. Je matkou čtyř dětí, babičkou desíti vnoučátek a dvou pravnoučátek.
Patnáct let je členkou Starého Mystického Řádu Růže a Kříže, z jehož duchovního učení mnohdy její spisovatelská práce vychází. Své knihy a sbírky básní, které si sama ilustruje, tiskne převážně v nakladatelství Alfa-Omega, někdy vlastním nákladem.
Pořádá vlastní autorská čtení i umělecké večery poezie, kde jsou profesionálně recitovány její básně. Po mnoho let se se svými básněmi účastnila pořadů „Kavárna Poetika“, různých dalších literárně uměleckých pořadů a výstav. Získala ocenění za přínos literatuře.

## Členství v uměleckých organizacích
Je členkou Obce spisovatelů, Unie českých spisovatelů, Sdružení výtvarníků ČR, Mezinárodního českého klubu a členkou A.M.O.R.C. Mnoho let píše články pro časopis Čechoaustralan a Český dialog, které jsou určeny i pro naše krajany v zahraničí. Je členkou redakční rady uměleckého časopisu ZHOŘ-art, kam přispívá svými články. Její širokospektré verše, převážně znělky, jsou uvedeny v básnických Almanaších, editovaných básníkem Vladimírem Stiborem, v Almanaších poezie i prózy F. Tylšara (Literáti na trati), v Almanaších nakladatelství Alfa-Omega a též v Almanachu „Stavitelé chrámu poezie“ z roku 2010 J. Halberštáta. Je prezentována v životopisné encyklopedii předních žen a mužů České republiky, WHO IS ...?, v 9 vydání z roku 2011.

## Přehled tvorby

### Básnické sbírky
- Klábosení s Andělem (2006)
- Tanec Hermafrodita (2006)
- Když je nás jenom půl, aneb pošta do astrálu (2008)
- Stigmata něžných Létavic (2015)
- Žena a Růže (2017)
- Vnitřní zvíře-Psice (2019)
- Sonety pro Krále (2019)
- Múzovo lehké políbení (2020)

### Knihy povídek – Próza
- Počkej na mne Atthido (2007)
- Kauza Pozemšťanka (2009)
- Poezie smrti (2010)
- Milování na Modré planetě (2012)
- Zázraky hypnoterapie (2020)

### Zastoupení v Almanaších české poezie
- Almanach Kavárny Poetiky (2009)

- Stavitelé chrámu Poezie (J.Halberštát) (2010)
- Držím se hvězd (Alfa –Omega 2008)
- Nebezpečný rok (Alfa-Omega 2012)
- … s pouze kapek pár (Alfa-Omega 2017)
- Almanach Jihočeských spisovatelů „Literáti na trati“
- Próza a Poezie (2020)
- Pastýři noci (2014) V. Stibor
- Rybáři odlivu (2015) V. Stibor
- Řezbáři stínů (2016) V. Stibor
- Řeka úsvitu (2017) V.Stibor
- Noc plná žen (2018) V. Stibor
- Delty domovů (2019) V Stibor
- Cesta k hoře úsvitu (2020)

### Články… eseje
- Český dialog
- Čechoaustralan
- LuK
- ZHOŘ-art
- Literáti na trati
- Sborník Sedlčanska, spis. V. Stibora
- Forum  A.M.O.R.C
- Nový Fenix (2019, 2020)